# ボノ (アーカンソー州)
ボノ（英: Bono）は、アメリカ合衆国のアーカンソー州にある都市。人口は2000年国勢調査では1512人だったが、2008年の推計では1599人に増加した。ジョーンズボロ大都市圏の圏内にある。

## 地理
国勢調査局によると、市の総面積は3.7平方キロ（1.4平方マイル）で、全域が陸地である。市内で最も有名なランドマークは地元で評判の悪いボノ橋と、魅力的で趣のある共同墓地（1987年にひどく荒らされた）である。

## 人口動態
2000年の国勢調査によると、この市には1512人、574世帯、435家族が暮らしている。人口密度は1平方キロあたり405.4人で、平方マイルに換算すると1052.5人となる。住居数は634軒で、1平方キロあたりに170.0軒（1平方マイルあたりでは441.3軒）が建っている計算になる。住民のうち白人が97.69%、アフリカ系が0.13%、先住民系が0.26%、アジア系が0.07%、その他の人種が0.66%、混血が1.19%、ヒスパニック（ラテン系）が1.72%を占める。
574世帯のうち42.9%は18歳以下の子供と暮らしており、54.7%は夫婦で生活している。16.6%は未婚の女性が世帯主であり、24.2%は家族以外の住人と同居している。20.6%の世帯が単身で、6.6%を独居老人が占める。1世帯あたりの平均構成人数は2.63人、家庭の構成人数は3.05人である。
住民のうち31.1%が18歳以下の未成年、10.4%が18歳以上24歳以下、31.2%が25歳以上44歳以下、19.6%が45歳以上64歳以下、7.7%が65歳以上となっており、平均年齢は29歳である。女性100人に対し男性が97.1人いる一方、18歳以上の女性100人ごとに対しては90.5人いる。
一世帯あたりの平均収入は3万1307米ドルで、家族あたりでは3万3618米ドルである。男性の平均収入は2万5063米ドル、女性の平均収入は1万8426米ドルで、労働者でない人々も含めた住民一人当たりの収入は1万3764米ドルとなる。総人口の15.2%、家族の13.6%、18歳以下の子どもの18.7%、および65歳以上の老人の13.8%は貧困線以下の収入で生計を立てている。

## 教育
1966年に設けられたウェストサイド総合学区に属する。